# Contréglise
Contréglise ist eine französische Gemeinde im Département Haute-Saône in der Region Bourgogne-Franche-Comté.

## Geographie
Contréglise liegt auf einer Höhe von 245 m über dem Meeresspiegel, acht Kilometer nordwestlich von Faverney und etwa 24 Kilometer nordnordwestlich der Stadt Vesoul (Luftlinie). Das Dorf erstreckt sich im nördlichen Teil des Départements, auf einer Anhöhe zwischen den Talmulden von Ruisseau de Révillon im Westen und Superbe im Osten.
Die Fläche des 9,61 km² großen Gemeindegebiets umfasst einen Abschnitt in der leicht gewellten Landschaft östlich des oberen Saônetals. Von Norden nach Süden wird das Gebiet von der Alluvialniederung des Ruisseau de Révillon durchquert, der für die Entwässerung zur Saône sorgt. Die Talebene liegt durchschnittlich auf 235 m und weist eine Breite von ungefähr einem Kilometer auf. Flankiert wird die Niederung auf beiden Seiten von Hochflächen, die auf rund 260 m liegen. Im Westen befindet sich die Höhe von La Vignotte (281 m), im Osten das Plateau von Contréglise. Landwirtschaftliche Nutzung herrscht hier vor.
Gegen Norden steigen die Hochflächen allmählich an. Das Gemeindeareal erstreckt sich in das waldreiche Quellgebiet des Ruisseau de Révillon mit den Höhen von Mont aux Pies und Grand Bois. Mit 348 m wird im Grand Bois die höchste Erhebung von Contréglise erreicht. In geologisch-tektonischer Hinsicht besteht das Gelände aus einer Wechsellagerung von sandig-mergeligen und kalkigen Sedimenten, die zur Hauptsache während der Lias (Unterjura) abgelagert wurden. An einigen Orten tritt Muschelkalk aus der Trias zutage.
Nachbargemeinden von Contréglise sind Saponcourt und Polaincourt-et-Clairefontaine im Norden, Senoncourt im Osten, Amance und Buffignécourt im Süden sowie Venisey im Westen.

## Geschichte
Überreste eines Gräberfeldes aus der Merowingerzeit zeugen von einer frühen Besiedlung des Gebietes. Erstmals urkundlich erwähnt wird Contréglise im Jahr 1154 als Contereglisia. Der Ortsname leitet sich vom germanischen Personennamen Gundhar und dem lateinischen Wort ecclesia (Kirche) ab. Im Mittelalter gehörte das Dorf zur Freigrafschaft Burgund und darin zum Gebiet des Bailliage d’Amont. Contréglise bildete eine eigene kleine Herrschaft. Während des Dreißigjährigen Krieges wurde der Ort schwer in Mitleidenschaft gezogen. Zusammen mit der Franche-Comté gelangte das Dorf mit dem Frieden von Nimwegen 1678 definitiv an Frankreich. Am 23. April 1789, noch vor dem eigentlichen Beginn der Französischen Revolution, stürmten Dorfbewohner das lokale Schloss. Heute ist Contréglise Mitglied des Gemeindeverbandes Terres de Saône.

## Bevölkerung
| Jahr                       | 1962 | 1968 | 1975 | 1982 | 1990 | 1999 | 2011 | 2021 |
| Einwohner                  | 150  | 118  | 105  | 110  | 121  | 124  | 120  | 116  |
| Quellen: Cassini und INSEE |      |      |      |      |      |      |      |      |

Mit 113 Einwohnern (1. Januar 2022) gehört Contréglise zu den kleinen Gemeinden des Départements Haute-Saône. Nachdem die Einwohnerzahl in der ersten Hälfte des 20. Jahrhunderts deutlich abgenommen hatte (1881 wurden noch 377 Personen gezählt), wurden seit Mitte der 1960er Jahre nur noch geringe Schwankungen verzeichnet.

## Sehenswürdigkeiten
Die Kirche Saint-Nicolas in Contréglise wurde im 19. Jahrhundert neu erbaut; vom Vorgängerbau aus dem 12. Jahrhundert sind nur noch spärliche Reste übriggeblieben. Der alte Ortskern ist geprägt durch verschiedene Häuser aus dem 16. bis 18. Jahrhundert, die den traditionellen Stil der Haute-Saône zeigen, darunter ein Haus mit viereckigem Turm. Aus dem 18. Jahrhundert stammt das Schloss.

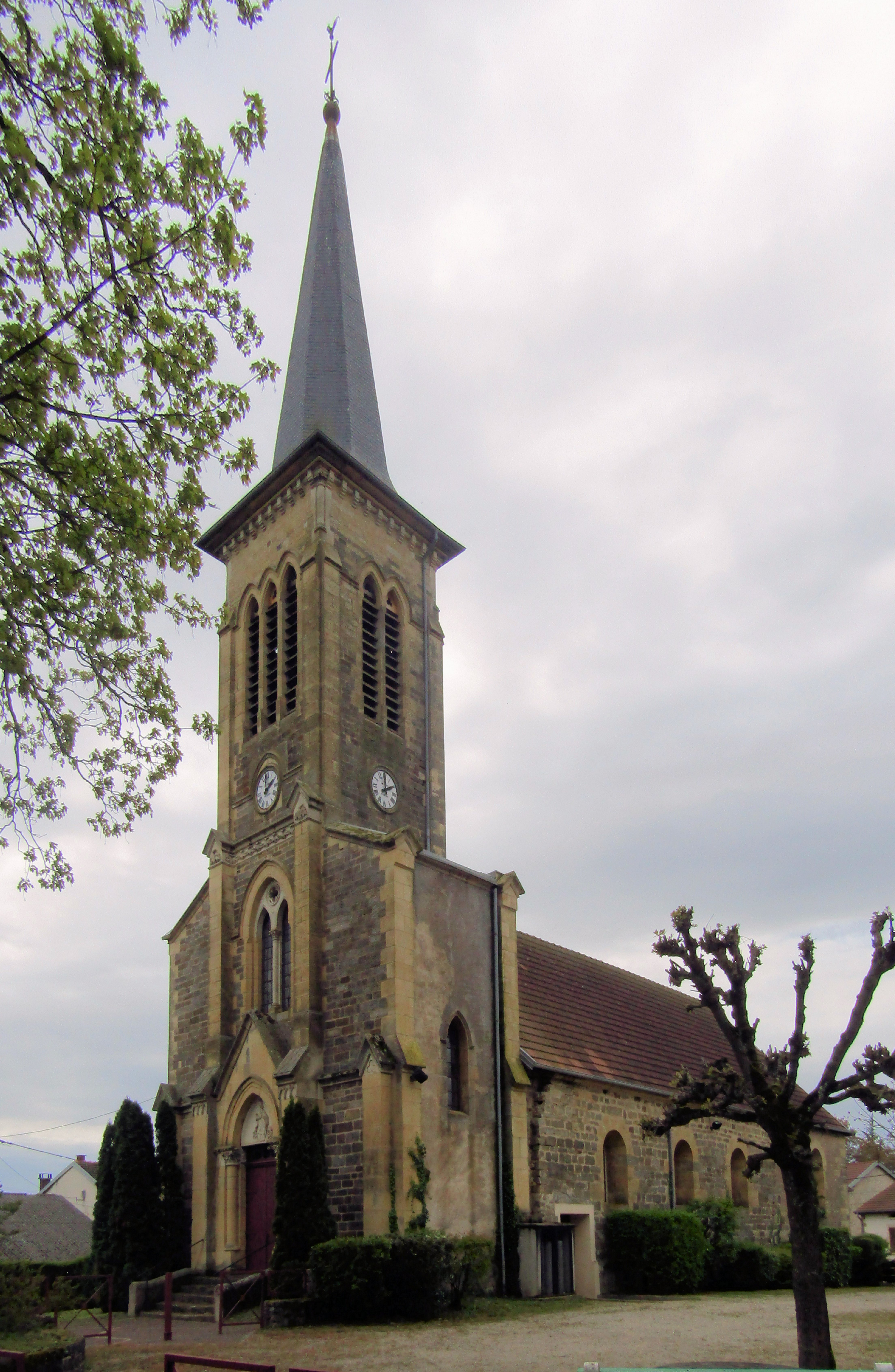
Kirche Saint-Nicolas
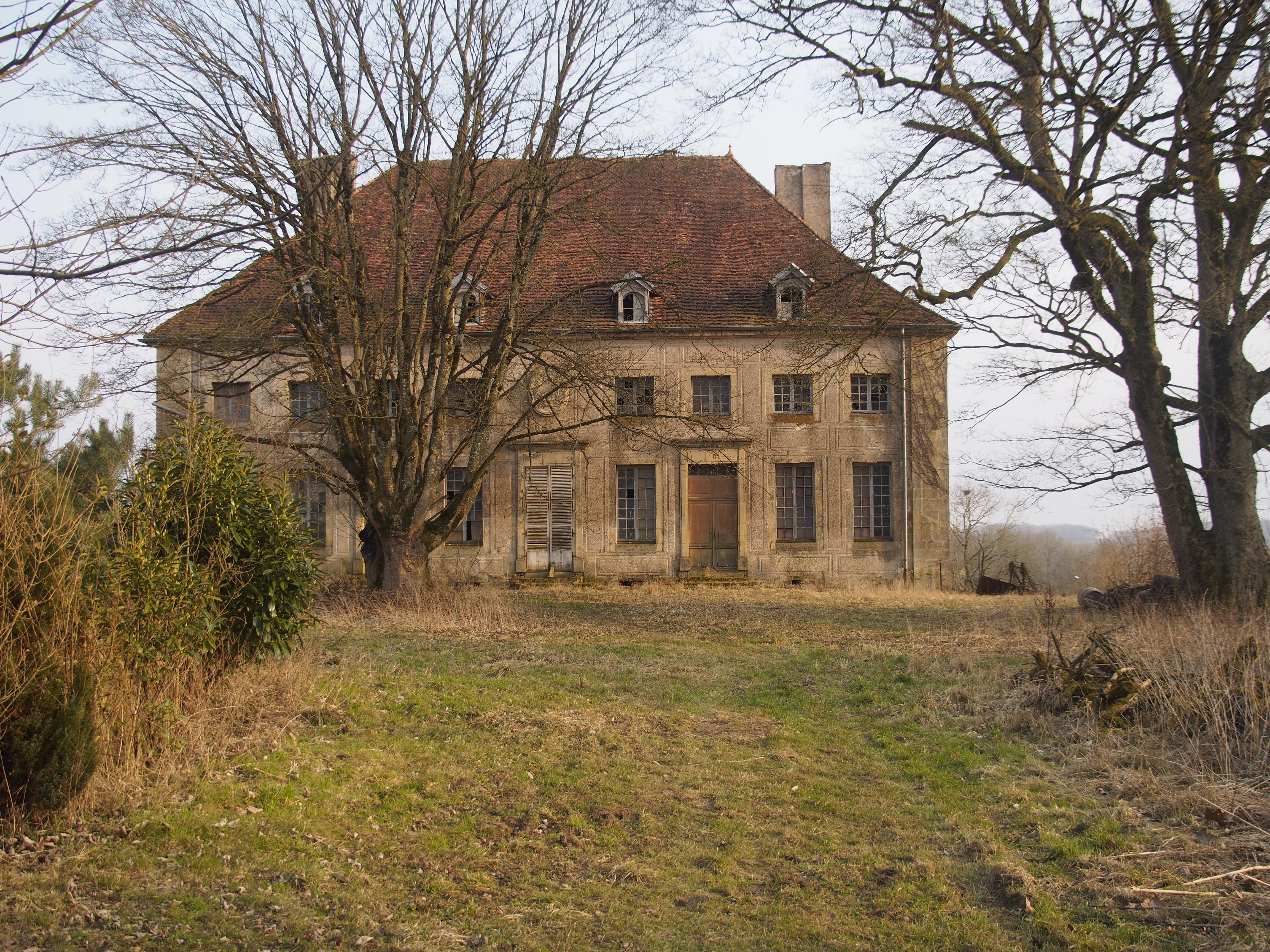
Schloss Contréglise
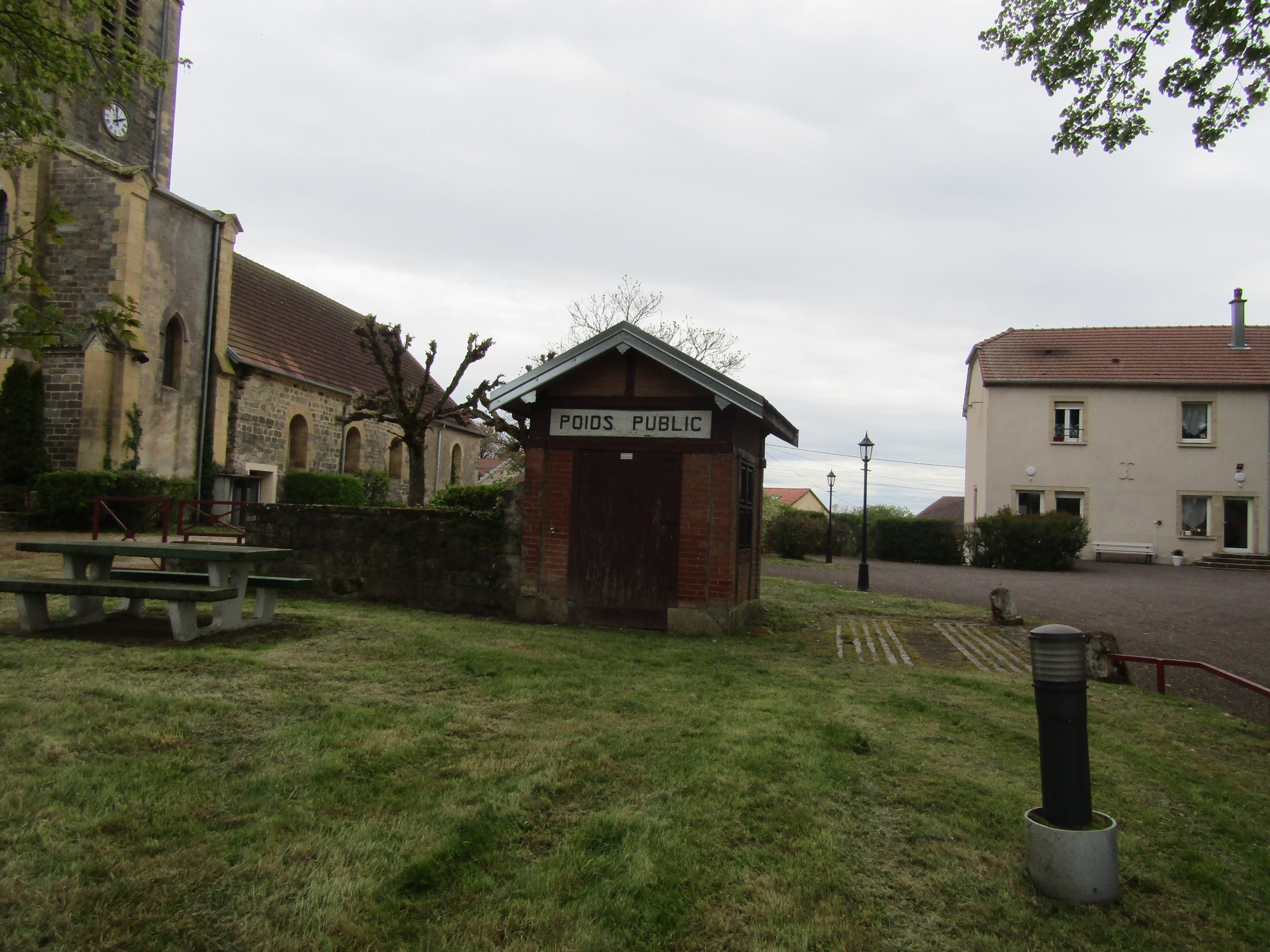
Ehemalige öffentliche Waage
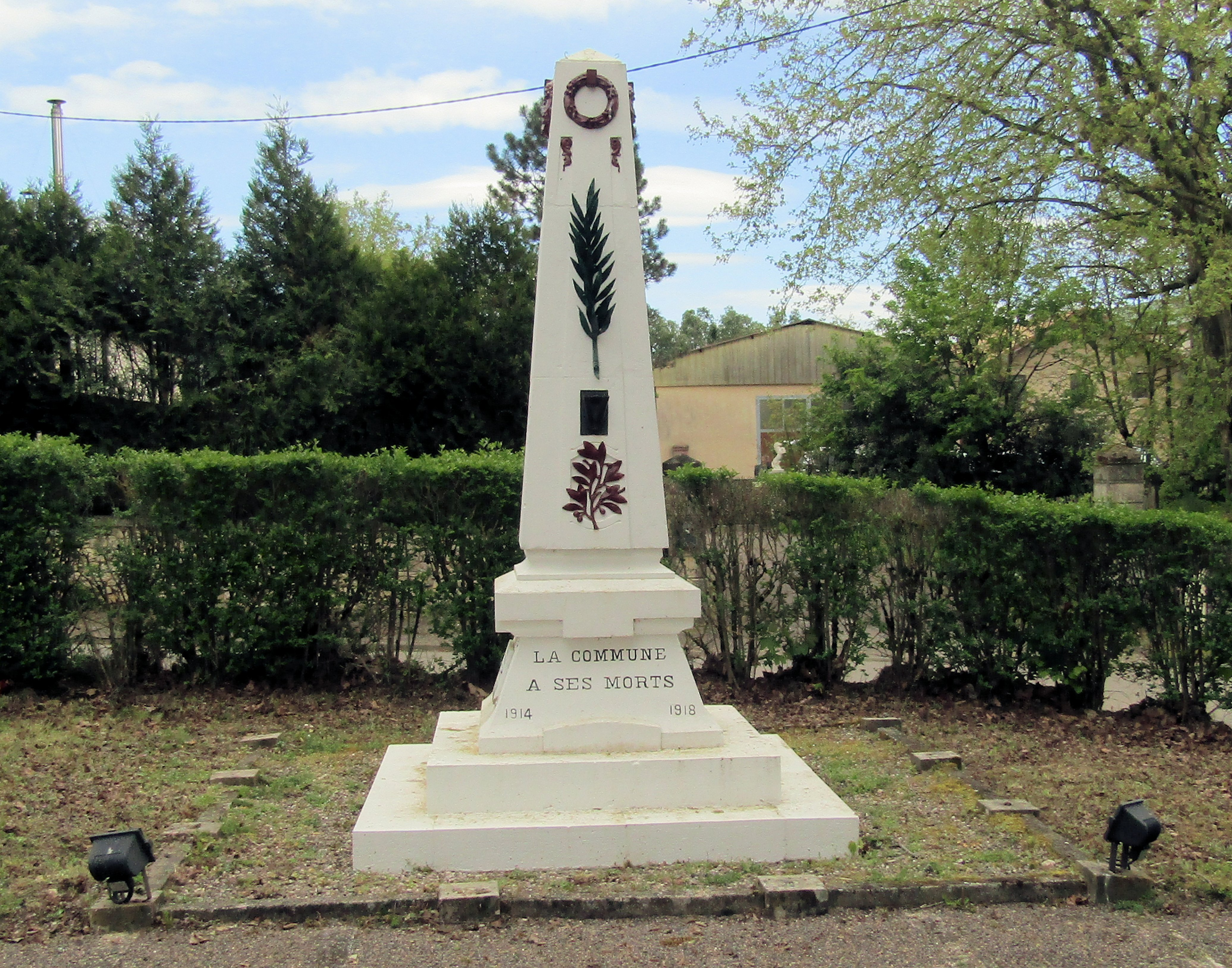
Gefallenendenkmal

## Wirtschaft und Infrastruktur
Contréglise ist noch heute ein vorwiegend durch die Landwirtschaft (Ackerbau und Viehzucht) und die Forstwirtschaft geprägtes Dorf. Außerhalb des primären Sektors gibt es nur wenige Arbeitsplätze im Ort. Einige Erwerbstätige sind deshalb Pendler, die in den größeren Ortschaften der Umgebung ihrer Arbeit nachgehen.
Der Ort liegt abseits der größeren Durchgangsachsen an einer Departementsstraße, die von Amance nach Corre führt. Weitere Straßenverbindungen bestehen mit Venisey und Buffignécourt.